# Alejandro Casona
Alejandro Casona, vlastním jménem Alejandro Rodríguez Álvarez (23. března 1903 Besullo – 17. září 1965 Madrid) byl španělský dramatik a básník. Byl příslušníkem Generace 27, jeho tvorba vycházela ze symbolismu a výrazně ji ovlivnil Federico García Lorca svými lyrickými dramaty.
Pocházel z učitelské rodiny, která se často stěhovala. Již ve studentských letech vydal básnickou knihu El peregrino de la barba florida. Vystudoval filozofii v Murcii a pedagogiku v Madridu, byl učitelem v Aranu a stoupencem hnutí za pedagogickou reformu Institución Libre de Enseñanza. Založil ve škole divadelní soubor a hrál s dětmi didaktické hry, které sám psal. Jeho první práce pro dospělé publikum El crimen de Lord Arturo z roku 1929 byla dramatizací Wildeova Zločinu lorda Arthura Savila. Spolu s Manuelem Bartolomé Cossíem založil kočovné divadlo Teatro del Pueblo, které šířilo osvětu na španělském venkově v rámci programu Misiones Pedagógicas. V roce 1934 mu byla udělena Cena Lope de Vegy.
Po vypuknutí španělské občanské války odešel do exilu. Pobýval ve Francii, Mexiku a na Kubě, pak se usadil v Argentině, kde psal scénáře pro Estudios San Miguel. Nejznámějším filmem, na němž se podílel, je thriller No abras nunca esa puerta, který natočil v roce 1952 Carlos Hugo Christensen. V roce 1962 se Casona vrátil do Španělska a pracoval v madridském Teatro Bellas Artes. Za toto usmíření s frankistickým režimem i za konzervativní styl psaní byl kritizován mladší generací literátů, například José Monleónem.
Casonovými nejúspěšnějšími divadelními hrami jsou La sirena varada, Prohibido suicidarse en primavera, La dama del alba (v češtině uváděna jako Jitřní paní), Los árboles mueren de pie (Stromy umírají vstoje) a La casa de los siete balcones (Dům se sedmi balkóny). Napsal rovněž libreto k opeře Alberta Ginastery Don Rodrigo. Překládal do španělštiny dramata Williama Shakespeara a Petera Ustinova. Je také autorem esejí o umění, životopisu Francisca Pizarra a sbírky próz Flor de leyendas. Téma z literární historie zpracoval ve hře El caballero de las espuelas de oro, kde vystupují jako postavy Francisco de Quevedo a Luis de Góngora y Argote.